# Tunisko na Letních olympijských hrách 1972
Tunisko se účastnilo Letní olympiády 1972 v německém Mnichově. Zastupovalo ho 35 mužů v 5 sportech.

## Medailisté
| Medaile | Jméno             | Sport    | Soutěž              |
| ------- | ----------------- | -------- | ------------------- |
| Stříbro | Mohammed Gammoudi | Atletika | Muži běh na 5 000 m |